# Éric Bellefroid
Éric Bellefroid (ur. 16 marca 1962 roku w Lille) – francuski kierowca wyścigowy.

## Kariera
Bellfroid rozpoczął karierę w międzynarodowych wyścigach samochodowych w 1984 roku od startów we Francuskiej Formule Renault. Z dorobkiem sześciu punktów uplasował się na szesnastej pozycji w klasyfikacji generalnej. W późniejszych latach pojawiał się także w stawce Francuskiej Formuły 3, Grand Prix Monako Formuły 3, Niemieckiej Formuły 3, Formuły 3000 oraz Peugeot 905 Spider Cup.
W Formule 3000 Francuz został zgłoszony do trzech wyścigów sezonu 1988 z brytyjską ekipą Colt Racing. Jednak nigdy nie zdołał zakwalifikować się do wyścigu.